# 二蕊拟漆姑
二蕊拟漆姑（学名：Spergularia diandra）是石竹科拟漆姑属的植物。分布在非洲北部、中亚、地中海沿岸以及中国大陆的宁夏、新疆、甘肃、青海等地，生长于海拔920米至2,600米的地区，常生于潮湿盐碱化草地及山沟湿地，目前尚未由人工引种栽培。